# Clubiona quebecana
Clubiona quebecana este o specie de păianjeni din genul Clubiona, familia Clubionidae, descrisă de Charles Denton Dondale și Redner, 1976. Conform Catalogue of Life specia Clubiona quebecana nu are subspecii cunoscute.